# 버트 로치
버트 로치(Bert Roach, 1891년 8월 21일 ~ 1971년 2월 16일)는 미국의 배우이다.

## 영화
- 톨 타겟 (1951년)
- 쇼 보트 (1951년)
- 송 오브 러브 (1947년)
- 딕 트레이시 미츠 그루섬 (1947년)
- 폴라인의 모험 (1947년)
- 더 미싱 레이디 (1946년)
- 노 리브, 노 러브 (1946년)
- 마사 아이버스의 위험한 사랑 (1946년)
- 웨어 두 위 고 프럼 히어? (1945년)
- 쉐인 온 하베스트 문 (1944년)
- 센세이션스 오브 1945 (1944년)
- 마이 페이버릿 스파이 (1942년)
- 아이 매리드 언 엔젤 (1942년)
- 카이로 (1942년)
- 타임 아웃 포 리듬 (1941년)
- 블루스의 탄생 (1941년)
- 로즈 오브 워싱턴 스퀘어 (1939년)
- 호놀룰루 (1939년)
- 카벨 수녀 이야기 (1939년)
- 철가면 (1939년)
- 매드 어바웃 뮤직 (1938년)
- 그레이트 왈츠 (1938년)
- 사라토가 (1937년)
- 분노 (1936년)
- 창공을 달리는 사랑 (1936년)
- 샌프란시스코 (1936년)
- 그림자 없는 남자 (1934년)
- 할렐루야 아임 어 범 (1933년)
- 루 모귀의 살인자 (1932년)
- 러브 미 투나잇 (1932년)
- 애로우스미스 (1931년)
- 비에니즈 나이츠 (1930년)
- 송 오브 더 플레임 (1930년)
- 노, 노, 나네트 (1930년)
- 홀드 에브리씽 (1930년)
- 마지막 위험 (1929년)
- 쇼 오브 쇼 (1929년)
- 쇼 피플 (1928년)
- 군중 (1928년)
- 스물더링 파이어스 (1925년)
- 타트! 타트! 킹 (1923년)